# Шербур-ан-Котантен-5 (кантон)
Шербур-ан-Котантен-5 (фр. Cherbourg-en-Cotentin-5) (до 5 марта 2020 года назывался Турлавиль, фр. Tourlaville) — кантон во Франции, находится в регионе Нормандия, департамент Манш. Входит в состав округа Шербур. 

## История
До 2015 года в состав кантона входили коммуны Бретвиль, Диговиль, Ла-Гласери, Ле-Мениль-о-Валь и Турлавиль.
В результате реформы 2015 года  состав кантона был изменен — из него была исключена коммуна Ла-Гласери.
С 1 января 2016 года коммуна Турлавиль стала частью новой коммуны Шербур-ан-Котантен.
2 марта 2020 года указом № 2020-212 кантон переименован в Шербур-ан-Котантен-5. .

## Состав кантона с 1 января 2016 года
В состав кантона входят коммуны (население по данным Национального института статистики Архивная копия от 7 ноября 2021 на Wayback Machine за 2018 г.):
- Бретвиль (1 055 чел.)
- Диговиль (1 572 чел.)
- Ле-Мениль-о-Валь (729 чел.)
- Шербур-ан-Котантен (16 040 чел., ассоциированная коммуна Турлавиль).

## Политика
На президентских выборах 2022 г. жители кантона отдали в 1-м туре Эмманюэлю Макрону 29,3 % голосов против 22,0 % у Жана-Люка Меланшона и 21,5 % у Марин Ле Пен; во 2-м туре в кантоне победил Макрон, получивший 62,4 % голосов. (2017 год. 1 тур: Эмманюэль Макрон – 26,9 %, Жан-Люк Меланшон – 22,5 %, Марин Ле Пен – 17,9 %,  Франсуа Фийон – 15,1 %; 2 тур: Макрон – 72,2 %. 2012 год. 1 тур: Франсуа Олланд — 37,3 %, Николя Саркози — 20,7 %, Марин Ле Пен — 14,7 %; 2 тур: Олланд — 62,5 %).
С 2021 года кантон в Совете департамента Манш представляют члены совета города Шербур-ан-Котантен Стефани Купе (Stéphanie Coupé) (Разные левые) и Жиль Лелон (Gilles Lelong) (Социалистическая партия).
|                | Кандидаты                 | Партия                   | Первый тур | Первый тур     | Второй тур | Второй тур |
| Кол-во голосов | Кандидаты                 | Партия                   | % голосов  | Кол-во голосов | % голосов  |            |
| -------------- | ------------------------- | ------------------------ | ---------- | -------------- | ---------- | ---------- |
|                | Стефани Купе Жиль Лелон   | Разные левые             | 1 525      | 37,34          | 2 247      | 56,56      |
|                | Филипп Кутансо Карин Эбер | Разные центристы         | 1 230      | 30,12          | 1 726      | 43,44      |
|                | Жак Рене Дорьян Фламан    | Национальное объединение | 761        | 18,63          |            |            |
|                | Надеж Плено Бертран Юлен  | Коммунистическая партия  | 568        | 13,91          |            |            |

|                | Кандидаты                  | Партия                    | Первый тур | Первый тур     | Второй тур | Второй тур |
| Кол-во голосов | Кандидаты                  | Партия                    | % голосов  | Кол-во голосов | % голосов  |            |
| -------------- | -------------------------- | ------------------------- | ---------- | -------------- | ---------- | ---------- |
|                | Мадлен Дюбос Жиль Лелон    | Социалистическая партия   | 2 086      | 30,10          | 3 317      | 52,11      |
|                | Эрве Фёйи Эмманюэль Перу   | Союз за народное движение | 1 856      | 26,78          | 3 048      | 47,89      |
|                | Тьерри Курте Летиция Шабо  | Национальный фронт        | 1 567      | 22,61          |            |            |
|                | Шанталь Лекен Бертран Юлен | Левый фронт               | 759        | 10,95          |            |            |
|                | Юбер Вине Анн Грен         | Европа Экология Зелёные   | 663        | 9,57           |            |            |